# Заподє
Заподє (словен. Zapodje) — поселення в общині Літія, Осреднєсловенський регіон, Словенія. Висота над рівнем моря: 529,6 м.